# Torgeir Brandtzæg
Torgeir Brandtzæg (6 ottobre 1941) è un ex saltatore con gli sci norvegese.

## Palmarès

### Olimpiadi invernali
- Bronzo a Innsbruck 1964 nel salto con gli sci, trampolino lungo.
- Bronzo a Innsbruck 1964 nel salto con gli sci, trampolino normale.